# Marcus Junius Brutus (gendre de Tarquin l'Ancien)
Pour les articles homonymes, voir Iunius Brutus.
Marcus Junius Brutus est un noble romain semi-légendaire du VIe siècle av. J.-C.
Il est considéré comme l'ancêtre le plus ancien de la gens romaine des Junii, dont font partie Lucius Junius Brutus, le fondateur de la République, et Marcus Junius Brutus, un des assassins de Jules César.

## Biographie
Les origines de Marcus Junius Brutus ne sont pas connues. Il épouse Tarquinia Secunda, la fille du cinquième roi de Rome Tarquin l'Ancien et de son épouse Tanaquil,. Il est probable qu'il ait gagné une place dans le Sénat romain, vu ses relations dynastiques avec les Tarquins.
Son mariage le pose au centre des intrigues du pouvoir à Rome. En plus d'être la fille de Tarquin l'Ancien, Tarquinia était en effet la petite-fille de Démarate de Corinthe, la sœur de Tarquinia Primera (épouse de Servius Tullius, sixième roi de Rome de 579 à 535 avant notre ère et mère de Tullia l'Aînée et Tullia la Jeune) ainsi que la sœur ou tante de Tarquin le Superbe (septième et dernier roi de Rome ayant régné de 535 à 510 avant l'ère commune ; premier mari de Tullia la Jeune, fille de Servius Tullius) et d'Arruns (assassiné en 535 avant notre ère ; premier mari de Tullia l'Aînée, elle aussi fille de Servius Tullius).

## Descendance
Marcus Junius Brutus, premier du nom, est le père de deux fils et d'une fille :
- Marcus Junius Brutus II, mort assassiné, vraisemblablement en 509 av. J.-C.[8],[9]
- Lucius Junius Brutus, premier consul en 509 av. J.-C. de la République romaine et décédé la même année[8]
- Junia, mère de Lucrèce.

Par Lucius Junius Brutus, il est le grand-père de Titus Junius et Tiberius Junius qui meurent exécutés par leur père pour complot. 
Les Junii, gens à laquelle Marcus Junius Brutus appartient, considéraient également Lucius Junius Brutus comme leur ancêtre bien que certains auteurs, et ce dès l'antiquité, remettent cet affirmation en question.